# 繁簡轉換
繁简转换，或稱正簡轉換，指繁体字与简体字的互相转换，实际使用时通常包括台灣、香港、澳门、中国大陆、新加坡、马来西亚地區所使用的標準中文之中不同字、词的相互轉換。中国大陆对汉字简化并非全部採用“一对一”方式，有部分用字採用“一对多”方式，准确转换汉字相当困难。目前已经有相当多的专业人士正利用各种方法解决此难题。
「简繁转换」可以认为是从简体中文向繁体中文的转换，又称「简繁体转换」、「简繁翻译」等；相反方向的转换则是「繁简转换」、「繁简体转换」、「繁简翻译」。从「简转繁」较「繁转简」困难，一般情况指的是「简繁转换」。不过，我们往往也可以将「简繁转换」理解为简繁之间的相互转换，这时「简繁转换」、「简繁体转换」、「简繁翻译」和「繁简转换」、「繁简体转换」、「繁简翻译」都表示同一种意思。

## 需求和难点
很多跨国公司和机构都需要将重要的外文文字同时翻译为简体中文和繁体中文，而许多重要中文文件往往一经写出，就要求同时发布简体中文版和繁体中文版。这些转换需求中最常见的是多语软件、多语网站和一些面向多语用户的重要国际文档。同时生成、发布简体和繁体文档最直接也最常见的方法就是先编写简体中文版或繁体中文版，然后再简繁转换或繁简转换，生成与之相对应的繁体版或简体版。
简体字和繁体字在许多语言表达的细节有差异，如简体中文的“服务器”，在繁体中文的专业写法是“伺服器”，简体中文的“圆珠笔”，繁体中文多用“原子筆”，简体中文的“斯大林”在台灣称为“史達林”，简体中文的“朝鲜”〔此处特指平壤政权〕在繁体中文里常被稱為“北韓”，简体中文里的“悉尼”在台灣称为“雪梨”（澳大利亚城市），著名RPG Final Fantasy，在中国大陆一般译为“最终幻想”，而在香港、台湾舊譯为“太空戰士”。

## 呼吁恢复部分繁体字
有人曾致中華人民共和國政府的相關部門，希望能恢復部分（主要是多對一）或全部繁體字，从而从根本上消除簡繁漢字並存時引起的麻煩，但北京當局未採納。

## 简单转换和专业转换
电脑专业人员，通过电脑软件对繁简字作对应处理，虽然在技术上逐渐完善，但最专业的转换，往往仍需求人工参与。根据转换专业程度上的差异，简繁转换大致可分为简单的「字对字」转换、经部分修正的简繁转换和高度专业的专业性简繁转换。

### 字对字相互转换

#### 方法
就是简单地将每个简体字转换为对应的繁体字。网络上可以找到大量的免费软件、网站和转换代码，他们做的一般都是字对字的简单转换，或在字对字转换基础上加上很少的修订。

#### 效果／作用
大部分所谓的繁简转换都只能作“一对一”转换，常见的有“发”對“發”，但“发”则无法转换成“髮”。
只能用于非正式资料的资料级转换，大多数情况下目标语用户能看懂。但由于在地域上词汇用语的差异，经常容易让目标地区的读者产生理解上的困难。转换品质相当弱。如果一位简体中文用户看见下面的句子，即使大致句子结构能看懂，但在句子意思上则难以解读。
例句：
字对字的繁简转换结果：
简体中文中的正确说法：

### 詞對詞相互轉換
能正確判別“头发”應對應至“頭髮”而非“頭發”，“喷发”應對應至“噴發”而非“噴髮”。

### 地区用语转换

#### 方法
典型例子是Google翻译中以简体中文和简繁中文为目标语的翻译和Microsoft Word、Excel中的简繁转换功能。其中Google翻译中的修订仅限于字级修订，而Microsoft Word的转换品质相对较好，修订了很多地方，不过转换结果仍可以找到大量未修订，不符合目标语表达习惯的地方。

#### 效果／作用
Google只在字级基础修正，如简体中文中“头发”和“发现／发生”中的“发”是一个字，但在繁体中这两个发不一样（“頭髮”、“發現／發生”），Google修订了大多数这类情况，但Google并未在词级修订，如从简体中文的“软件”、“服务器”译入繁体中文时，Google只是译为“軟件”、“服務器”，并未根据繁体表达习惯译为“軟體”、“伺服器”。
而Word（以及Bing翻译）在词级上作了一些修正，可以让目标语的用户感觉亲切一些，但如果细究起来，Word的转换结果在很多地方与真正的目标语表达习惯仍有相当明显的差距。
再看前面提到的句子，
用Word对上面的初始繁体中文句子做繁转简后，结果如下：
而如用Word对上面的初始简体中文句子做简转繁后，结果如下：

### 专业级简繁转换

#### 效果／作用
由专业的母语或近母语语言专家直接校订，或由经验丰富的专业人士调配使用专业级转换软件，或采用人工加机器的某种合理组合，可以实现最高要求的简繁转换品质。

### 简繁转换和目标语读者的心理期望
应该说，大多数实际目标语读者的心理期望值在第二级（带一定修订的简繁转换）和第三级（专业级简繁转换）之间。仅仅第二级的转换品质也可以满足部分要求不高的目标语读者的快速阅读要求了，但肯定也会让相当数量的细心读者感到不满。而在第三级上，则可以有较大的发挥空间，第三级中的初级品质（如果确实达到的话）可以让大多数目标语言读者接受并无困难地理解；而中级，则可以让这个数达到“绝大多数”；但再高的高级修正品质也有其重要意义，如果说第三级中的初中级品质可以让原文不因转换而跌价，那第三级中的高级品质则可以让原文在转换后赏心悦目、蓬荜生辉，它带来了额外的附加价值。这也是大多数国际顶级公司高度重视文档语言品质，并为其投入大量人力和资源的原因之一。

## 其他消除简繁歧义的建议
在北大中文论坛讨论简繁转换及使用的人相当多，主要分以下几种：
- 复繁：完全恢复繁体字。
- 中立：保持现况，继续使用一简字，注释歧义地方。
- 修订：改造一简。恢复没有必要简化的字，恢复使用某些合并字，部首偏旁按一简方式简化。
- 三简：在一简的基础上简化，主要完全恢復使用簡單古字，如「雄－厷」；同音俗字改為草书楷化，如「战（戰）－⿰羊戈」，也包括二简中的「合理简化」。

## 錯誤範例
| 简体字 | 繁體字（錯誤） | 繁體字（正確） |
| ------ | -------------- | -------------- |
|        |                |                |
|        |                |                |
|        |                |                |
|        |                |                |
|        |                |                |
|        | [ 3 ] [ 4 ]    |                |